# Liste der Kulturdenkmale in Untertürkheim

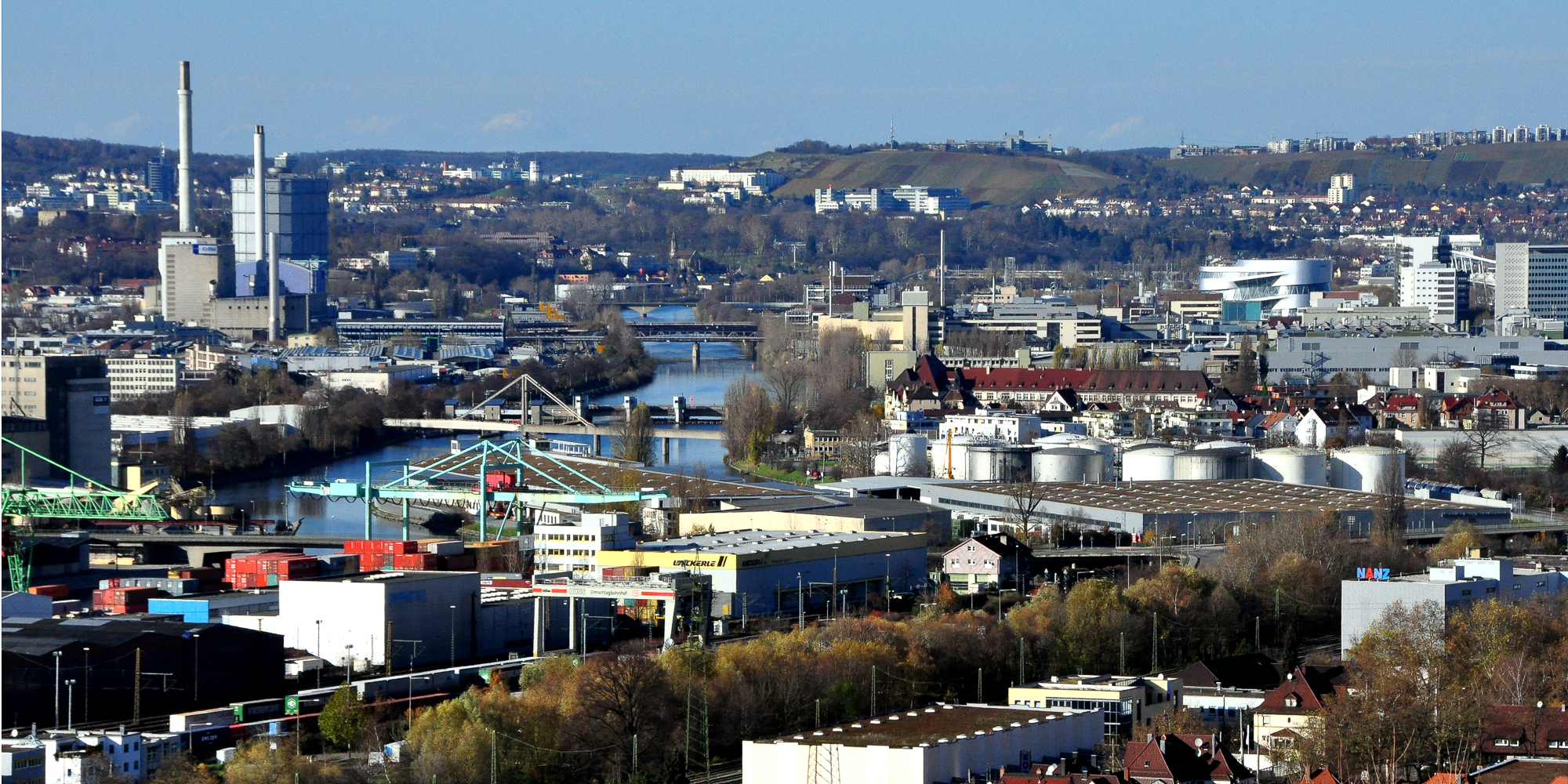
Blick nach Untertürkheim

In der Liste der Kulturdenkmale in Untertürkheim sind alle unbeweglichen Bau- und Kunstdenkmale in Untertürkheim aufgelistet, die in der Liste der Kulturdenkmale. Unbewegliche Bau- und Kunstdenkmale der Unteren Denkmalschutzbehörde für diesen Stadtbezirk Stuttgarts verzeichnet sind. Stand dieser Liste ist der 25. April 2008.
Diese Liste ist nicht rechtsverbindlich. Eine rechtsverbindliche Auskunft ist lediglich auf Anfrage bei der Unteren Denkmalschutzbehörde der Stadt Stuttgart erhältlich.

## Allgemein
- Bild: Zeigt ein ausgewähltes Bild aus Commons, „Weitere Bilder“ verweist auf die Bilder im Medienarchiv Wikimedia Commons.
- Bezeichnung: Nennt den Namen, die Bezeichnung oder die Art des Kulturdenkmals.
- Lage: Straßenname und Hausnummer oder Flurstücknummer des Kulturdenkmals, gegebenenfalls auch den Ortsteil. Die Grundsortierung der Liste erfolgt nach dieser Adresse. Der Link (Karte) führt zu verschiedenen Kartendiensten mit der Position des Kulturdenkmals. Fehlt dieser Link, wurden die Koordinaten noch nicht eingetragen. Sind diese bekannt, können sie über ein Tool mit einer Kartenansicht einfach nachgetragen werden. In dieser Kartenansicht sind Kulturdenkmale ohne Koordinaten mit einem roten bzw. orangen Marker dargestellt und können durch Verschieben auf die richtige Position in der Karte mit Koordinaten versehen werden. Kulturdenkmale ohne Bild sind an einem blauen bzw. roten Marker erkennbar.
- Datierung: Baubeginn, Fertigstellung, Datum der Erstnennung oder grobe zeitliche Einordnung entsprechend des Eintrags in der zuständigen Denkmaldatenbank (Landesamt für Denkmalpflege Baden-Württemberg).
- Beschreibung: Kurzcharakteristik des Kulturdenkmals.

## Kulturdenkmale im Stadtbezirk Untertürkheim

### Untertürkheim
| Bild           | Bezeichnung                                                                                         | Lage | Datierung                  | Beschreibung                                                                                                  | ID |
| -------------- | --------------------------------------------------------------------------------------------------- | --- | -------------------------- | --- | -- |
| Weitere Bilder | Bahnhof                                                                                             | Arlbergstr. 38, 40 (Karte) | 1896                       | Geschützt nach § 2 DSchG                                                                                      |    |
| Weitere Bilder | Wohn- und Geschäftshaus                                                                             | Augsburger Str. 348 (Karte) | 1900                       | Historismus, Weisser Chr. Geschützt nach § 2 DSchG                                                            |    |
| Weitere Bilder | Altes Pfarrhaus                                                                                     | Augsburger Str. 379 (Karte) | 1767                       | Barock Geschützt nach § 2 DSchG                                                                               |    |
|                | Ehemaliges Amts- und Rathaus                                                                        | Augsburger Str. 383 (Karte) | 1600–1700, 1858, 1910      | Barock, Klassizismus (Frühklassizismus) Geschützt nach § 2 DSchG                                              |    |
|                | Ehemalige Gastwirtschaft und Weingärtnerhaus                                                        | Augsburger Str. 395 (Karte) | 1650–1700,                 | Barock, Historismus Geschützt nach § 2 DSchG                                                                  |    |
|                | Gasthaus Rebstock                                                                                   | Augsburger Str. 406 (Karte) | 1500–1700, 1790–1810       | Geschützt nach § 2 DSchG                                                                                      |    |
|                | Ehemaliger „Mönchskeller“ mit Torbogen und Fußgängerpforte (Sachgesamtheit)                         | Augsburger Str. 421 (Karte) | 1500–1550, 1951            | Geschützt nach § 2 DSchG                                                                                      |    |
| Weitere Bilder | Mehrfamilienhäuser der Wallmersiedlung (Sachgesamtheit)                                             | Folgende Straßen und Hausnummern gehören dazu: Fiechtnerstraße 23 bis 36, 39 bis 46 Sattelstraße 47 bis 69 (ungerade), 47/1 bis 59/1 (ungerade) Wallmerstraße 110 bis 112 (gerade), 116 bis 122 (gerade) (Karte) | 1929–1930                  | Bauhaus, Neues Bauen, Internationaler Stil, Richard Döcker (und mehrere Mitarbeiter) Geschützt nach § 2 DSchG |    |
|                | Mehrfamilienhäuser einer Siedlung (Teil der SG Siedlung – anderer Teil Sattelstr. 75–83 (ungerade)) | Fiechtnerstr. 52–60 (gerade) (Karte) | 1925                       | Heimatstil, Friedrich Mössner, Regierungsbaumeister und Th. Dolmetsch Geschützt nach § 2 DSchG                |    |
|                | Ehemalige Stadtscheuer mit Keller (Sachgesamtheit)                                                  | Großglocknerstr. 3 (Karte) | 1700–1800                  | Barock Geschützt nach § 2 DSchG                                                                               |    |
|                | Fachwerkhaus                                                                                        | Großglocknerstr. 12 (Karte) | 1600–1800                  | Barock Geschützt nach § 2 DSchG                                                                               |    |
| Weitere Bilder | Altes Rathaus                                                                                       | Großglocknerstr. 24 (Karte) | 1500–1600                  | Geschützt nach § 2 DSchG                                                                                      |    |
|                | Gasthaus Adler                                                                                      | Großglocknerstr. 25 (Karte) | 1617                       | Geschützt nach § 2 DSchG                                                                                      |    |
| Weitere Bilder | Fachwerkhäuser (ehemalige Heyland’sche Häuser) – Sachgesamtheit                                     | Großglocknerstr. 33, 35A, 35B (Karte) | 1600–1700                  | Barock Geschützt nach § 2 DSchG                                                                               |    |
|                | Fachwerkhaus                                                                                        | Großglocknerstr. 38 (Karte) | 1600–1700                  | Barock Geschützt nach § 2 DSchG                                                                               |    |
|                | Ehemaliges Weingärtnerhaus mit Brennhaus                                                            | Großglocknerstr. 42 (Karte) | 1672, 1800–1850            | Barock, Historismus (Brennhaus) Geschützt nach § 2 DSchG                                                      |    |
| Weitere Bilder | Ehemaliges städtisches Bedienstetenwohnhaus                                                         | Großglocknerstr. 43, 45 (Karte) | 1924                       | Expressionismus, Heimatstil, Hochbauamt Stuttgart Geschützt nach § 2 DSchG                                    |    |
|                | Runkelinskeller                                                                                     | Heppacher Str. 14 (Karte) | 1574                       | Geschützt nach § 2 DSchG                                                                                      |    |
| Weitere Bilder | Kleinkinderschule                                                                                   | Nebelhornstr. 23 (Karte) | 1904                       | Historismus – Neobarock, Albert Pantle, Städtische Hochbauinspektion Geschützt nach § 2 DSchG                 |    |
| Weitere Bilder | Wohnhäuser (Sachgesamtheit)                                                                         | Oberstdorfer Str. 7, 9, 11 (Karte) | 1904–1905                  | Historismus, Weber G. Geschützt nach § 2 DSchG                                                                |    |
|                | Wilhelmsschule                                                                                      | Oberstdorfer Str. 23 (Karte) | 1890–1891                  | Weisser Chr. Geschützt nach § 2 DSchG                                                                         |    |
|                | Fachwerkhaus                                                                                        | Ötztaler Str. 2 (Karte) | 1600–1700                  | Barock Geschützt nach § 2 DSchG                                                                               | BW |
|                | Schlößle/Kindergarten                                                                               | Ötztaler Str. 21 (Karte) | 1870                       | Barock Geschützt nach § 2 DSchG                                                                               |    |
|                | Mehrfamilienhäuser einer Siedlung (Sachgesamtheit)                                                  | Sattelstr. 75–83 (ungerade) (Karte) | 1925                       | Heimatstil, Friedrich Mössner, Regierungsbaumeister und Th. Dolmetsch Geschützt nach § 2 DSchG                |    |
|                | Sichtfachwerkhaus mit Anbau (Sachgesamtheit)                                                        | Strümpfelbacher Str. 7, 9 (Karte) | 1540–1560                  | Geschützt nach § 2 DSchG                                                                                      | BW |
| Weitere Bilder | Branntweinbrennerei                                                                                 | Strümpfelbacher Str. 38 (Karte) | 1903–1904                  | Historismus, Julius Lusser, Ortsbaumeister, Hochbauamt Stuttgart Geschützt nach § 2 DSchG                     |    |
| Weitere Bilder | Kelter der Weingärtnergenossenschaft Untertürkheim (Sachgesamtheit)                                 | Strümpfelbacher Str. 42, 47 (Karte) | 1902–1903, 1917–1918       | Historismus, Hochbauamt Stuttgart, Julius Lusser, Ortsbaumeister Geschützt nach § 2 DSchG                     |    |
|                | Pfarrhaus                                                                                           | Trettachstr. 1 (Karte) | 1520, 1658, 1898           | Geschützt nach § 2 DSchG                                                                                      |    |
|                | Ehemalige Stallscheuer mit Keller (Sachgesamtheit)                                                  | Trettachstr. 2, Großglocknerstr. 3 (Karte) | 1700–1800                  | Barock Geschützt nach § 2 DSchG                                                                               | BW |
|                | Evangelische Dorfkirche St. Germanus und Grabsteine                                                 | Trettachstr. 3 (Karte) | 1493–1494, 1654–1656, 1803 | HAP Grieshaber und Ulrich Henn, Künstler Geschützt nach § 12 DSchG                                            |    |
|                | Fachwerkwohnhaus                                                                                    | Trettachstr. 14 (Karte) | 1600–1700                  | Barock Geschützt nach § 2 DSchG                                                                               |    |
|                | Fachwerkwohnhaus                                                                                    | Trettachstr. 20 (Karte) | 1500–1600                  | Barock Geschützt nach § 2 DSchG                                                                               |    |
|                | Grenzsteine (genauen Standort ermitteln!) – Teil der Sachgesamtheit Grenzsteine in Stuttgart (?)    | Flst.Nr. 3613/2 (genauen Standort ermitteln!) |                            | Geschützt nach § 2 DSchG                                                                                      |    |
|                | Grenzstein                                                                                          | Flst.Nr. 2804 |                            | Geschützt nach § 2 DSchG                                                                                      |    |

### Benzviertel
| Bild | Bezeichnung                                                        | Lage                                      | Datierung | Beschreibung | ID |
| ---- | ------------------------------------------------------------------ | ----------------------------------------- | --------- | --- | -- |
|      | Wohnhäuser (Sachgesamtheit)                                        | Benzstr. 29, 31, 33 (Karte)               | 1905      | Jugendstil, Lusser, Oberbaumeister Geschützt nach § 2 DSchG                                                         | BW |
|      | Inselbad mit Eingang und verschiedenen Garderoben (Sachgesamtheit) | Inselbad 1, 2, 3, Flst.Nr. 3243/4 (Karte) | 1927–1929 | Bauhaus, Neues Bauen, Internationaler Stil, Bonatz Paul, Prof. und Scholer Friedrich Eugen Geschützt nach § 2 DSchG | BW |
|      | Daimler-Benz-Museum (Sammlung der Daimler-Benz AG)                 | Mercedesstr. 137/1 (Karte)                |           | Geschützt nach § 2 DSchG                                                                                            | BW |

### Rotenberg
| Bild           | Bezeichnung                                                                     | Lage                                                  | Datierung                             | Beschreibung | ID |
| -------------- | ------------------------------------------------------------------------------- | ----------------------------------------------------- | ------------------------------------- | --- | -- |
|                | Dorfkirche                                                                      | Beutterstr. 4 (Karte)                                 | 1495–1497, 1754–1756                  | Gotik (das untere Geschoss des Turmes) Geschützt nach § 12 DSchG                                                       |    |
|                | Sühnekreuz                                                                      | Gewann „Hinterer Berg“, Flst.Nr. 873                  | 1724                                  | Geschützt nach § 2 DSchG                                                                                               |    |
|                | Ehemaliger Gemeindearrest                                                       | Rainstr. 8 (Karte)                                    | 1825–1850                             | Geschützt nach § 2 DSchG                                                                                               |    |
|                | Rotenberg (Gesamtanlage, § 19)                                                  | Rotenberg (Karte)                                     |                                       | Geschützt nach § 19 DSchG                                                                                              | BW |
|                | Kelter der Weingärtnergenossenschaft Rotenberg                                  | Württembergstr. 230 (Karte)                           | 1947                                  | Heimatstil ab 1945, Bauberatungsstelle der landwirtschaftlichen Genossenschaften in Stuttgart Geschützt nach § 2 DSchG |    |
| Weitere Bilder | Württemberg (Sachgesamtheit), mit Priesterhaus, Ökonomiegebäude und Grabkapelle | Württembergstr. 340, 340a, 350, Flst.Nr. 1370 (Karte) | 1083, 1820–1824                       | Klassizismus, Salucci Giovanni, Hofbaumeister Geschützt nach § 2 DSchG                                                 |    |
|                | Kalebsbrunnen                                                                   | Württembergstraße, Flst.Nr. 1000 (Karte)              | 1927, Donndorf August Karl, Bildhauer | Geschützt nach § 2 DSchG                                                                                               |    |
|                | Wohnhaus                                                                        | Zainerweg 1 (Karte)                                   | 1600                                  | Geschützt nach § 2 DSchG                                                                                               |    |
|                | Fachwerkhaus                                                                    | Zainerweg 2 (Karte)                                   | 1600–1700                             | Geschützt nach § 2 DSchG                                                                                               |    |
|                | Ehemaliges Seldnerkhaus                                                         | Zainerweg 8 (Karte)                                   | 1600–1800                             | Geschützt nach § 2 DSchG                                                                                               | BW |

### Gehrenwald
| Bild           | Bezeichnung                                                                 | Lage                                                           | Datierung | Beschreibung                                                                                  | ID                       |
| -------------- | --------------------------------------------------------------------------- | -------------------------------------------------------------- | --------- | --------------------------------------------------------------------------------------------- | ------------------------ |
|                | Alter Untertürkheimer Friedhof mit Umfriedungsmauer (Sachgesamtheit)        | Am Alten Friedhof, Flst.Nr. 2398 (Karte)                       | 1801–1905 | Geschützt nach § 2 DSchG                                                                      |                          |
|                | Friedhofskapelle                                                            | Gehrenwaldstr. 40, Flst.Nr. 1164 (Karte)                       | 1907      | Historismus, Neoromanik, Albert Pantle, Städtische Hochbauinspektion Geschützt nach § 2 DSchG |                          |
|                | Wohn- und Geschäftshaus                                                     | Kappelbergstr. 7 (Karte)                                       | 1905–1915 | Neue Sachlichkeit, Historismus – Neoromanik Geschützt nach § 2 DSchG                          |                          |
| Weitere Bilder | Katholische St. Johannes-Kirche                                             | Kappelbergstr. 28 (Karte)                                      | 1903      | Historismus – Neoromanik, Joseph Cades Geschützt nach § 2 DSchG                               | Wikidata-Objekt anzeigen |
| Weitere Bilder | Treppenanlage mit Brunnen (Wilhelmsbrunnen) und Grünanlage (Sachgesamtheit) | Kappelbergstraße, Oberstdorfer Straße, Flst.Nr. 2405/1 (Karte) | 1905      | Jugendstil, Karl Bruder, Steinmetzmeister Geschützt nach § 2 DSchG                            |                          |
|                | Wohnhaus mit Einfriedung (Sachgesamtheit)                                   | Wallmerstr. 14 (Karte)                                         | 1897      | Historismus-Neorenaissance, Chr. Weisser Geschützt nach § 2 DSchG                             |                          |

### Lindenschulviertel
| Bild           | Bezeichnung                      | Lage                       | Datierung       | Beschreibung                                                                                               | ID |
| -------------- | -------------------------------- | -------------------------- | --------------- | --- | -- |
| Weitere Bilder | Wasserkraftwerk (Sachgesamtheit) | Inselstr. 144 (Karte)      | 1899–1902, 1924 | Julius Lusser, Ortsbaumeister, Maschinenfabrik Esslingen (technische Ausstattung) Geschützt nach § 2 DSchG |    |
| Weitere Bilder | Lindenschule                     | Lindenschulstr. 20 (Karte) | 1907–1909       | Historismus, Jugendstil, Albert Pantle, Städtische Hochbauinspektion Geschützt nach § 2 DSchG              |    |